# Equipe Alemã Unida nos Jogos Olímpicos de Inverno de 1964
A Equipa Alemã Unida mandou 96 competidores que disputaram dez modalidades nos Jogos Olímpicos de Inverno de 1964, em Innsbruck, na Áustria. A delegação conquistou 9 medalhas no total, sendo três de ouro, três de prata, e três de bronze.